# Загроди (Келецький повіт)
Загроди (пол. Zagrody) — село в Польщі, у гміні Новіни Келецького повіту Свентокшиського воєводства.
Населення — 1930 осіб (2011).
У 1975-1998 роках село належало до Келецького воєводства.

## Демографія
Демографічна структура на день 31 березня 2011 року:
|          | Загалом | Допрацездатний вік | Працездатний вік | Постпрацездатний вік |
| -------- | ------- | ------------------ | ---------------- | -------------------- |
| Чоловіки | 1009    | 201                | 716              | 92                   |
| Жінки    | 921     | 179                | 591              | 151                  |
| Разом    | 1930    | 380                | 1307             | 243                  |